# 薩爾帕區

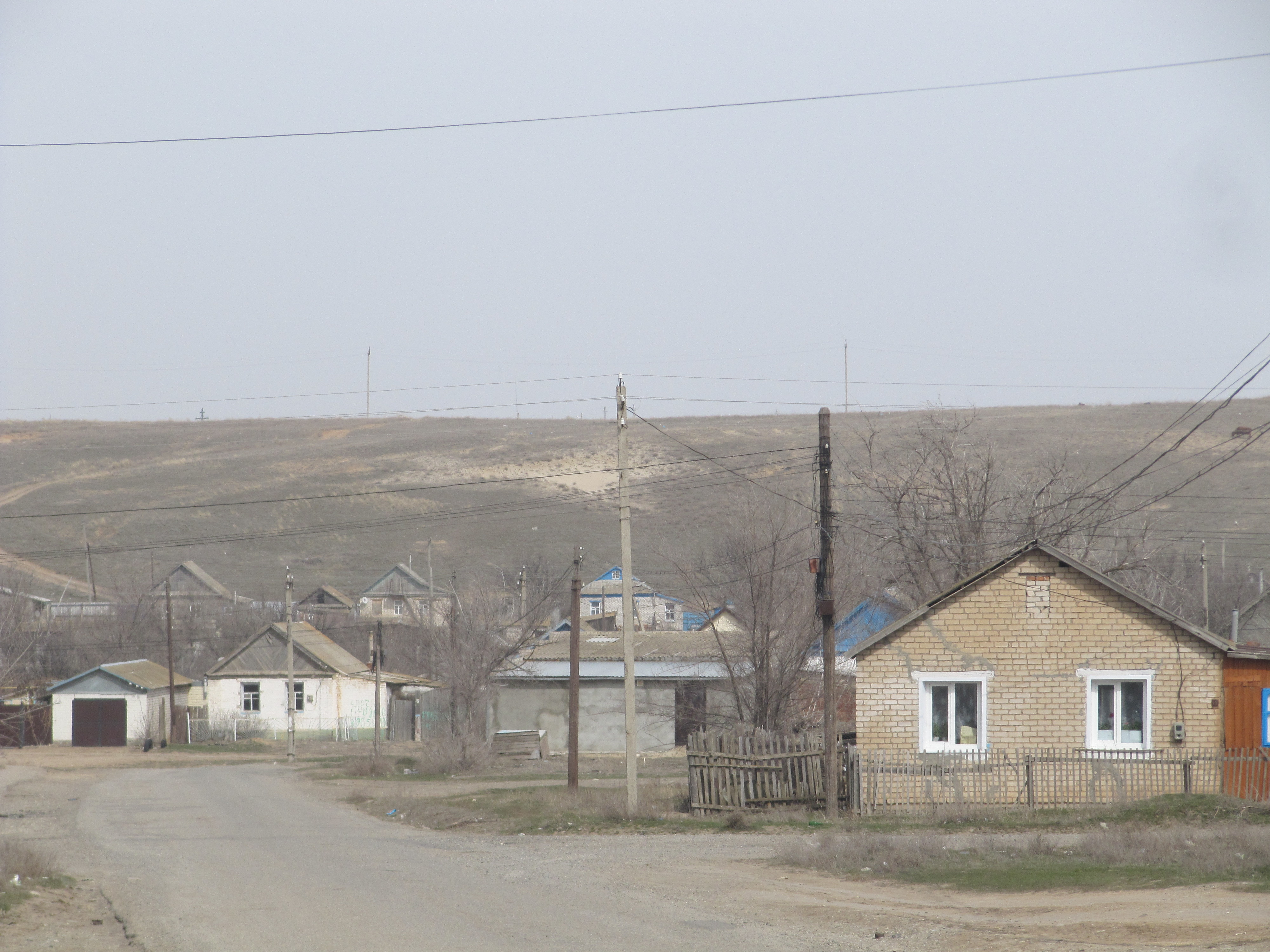

47°46′N 44°31′E / 47.767°N 44.517°E
薩爾帕區（俄语：Сарпинский район），是俄羅斯的一個區，位於該國西南部，由卡爾梅克共和國負責管轄，始建於1920年，面積3,737.6平方公里，2010年人口13,796，人口密度每平方公里3.69人。